# L'Olympia 1985
Albums de Véronique Sanson
Véronique Sanson Moi le venin
L’Olympia 1985 est le troisième album live de la chanteuse Véronique Sanson.

## Titres
Toutes les chansons sont écrites et composées par Véronique Sanson sauf * instrumental de Steve Madaio.
| No  | Titre                                                   | Durée |
| --- | ------------------------------------------------------- | ----- |
| 1.  | Si je danse pour toi                                    | 3:21  |
| 2.  | Il a tout ce que j'aime                                 | 4:58  |
| 3.  | J'ai la musique au moins (CD uniquement)                | 4:11  |
| 4.  | Le temps est assassin                                   | 5:10  |
| 5.  | Ainsi s'en va la vie                                    | 7:39  |
| 6.  | Tout va bien                                            | 2:04  |
| 7.  | Flamingo nights* - Fais attention à mon amour           | 5:24  |
| 8.  | Pour celle que j'aime (CD uniquement)                   | 3:28  |
| 9.  | C'est long, c'est court                                 | 3:50  |
| 10. | Salsa                                                   | 4:48  |
| 11. | Avec un homme comme toi                                 | 4:46  |
| 12. | Celui qui n'essaie pas (Ne se trompe qu'une seule fois) | 5:15  |